# Dryptodon patens
Dryptodon patens är en bladmossart som beskrevs av Bridel 1826. Dryptodon patens ingår i släktet Dryptodon och familjen Grimmiaceae. Inga underarter finns listade i Catalogue of Life.